# Jorge Augusto Federico de Mosquitia
Jorge Augusto Federico (en inglés: George Augustus Frederic) fue el último rey del Reino de Mosquitia desde 1845 hasta 1864. Su gobierno se dio bajo muchas dificultades en visto que fue en un momento en que el reino estaba sujeto a rivalidad internacional y fue el primer monarca de esta dinastía que presencio la decadencia de su reino.

## Biografía

### Primeros años
Nació en 1832 en King’s House, Cabo Gracias á Dios, Mosquitia, hijo del rey Roberto Carlos Federico. En 1840, el rey Roberto Carlos estableció un testamento que creó un consejo para supervisar los asuntos del país en los últimos años de su reinado y para asegurar que su heredero sea asesorado durante una regencia, y que la educación y el apoyo de su familia sean mantenido El testamento otorgó un poder considerable al Superintendente, Alexander MacDonald, para nombrar consejeros, y le dio al consejo pleno poder para instituir y cambiar leyes, además de la ley que establece el anglicanismo como la iglesia oficial del estado.

### Reinado
Jorge tenía solo unos 9 años cuando murió su padre, y el Consejo de Regencia creado por su padre y MacDonald, después de haber sido rechazado en Gran Bretaña, se reanudó con una composición diferente, esta vez bajo el Superintendente Patrick Walker. Sin embargo, el 4 de mayo de 1843, la regencia pasó a manos del Príncipe Wellington, el Coronel Johnson y el General Lowrey. Fue coronado en Belice el 7 de mayo de 1845, cuando tenía 15 años. Al año siguiente, 10 de septiembre de 1846, el rey abolió el consejo de regencia y nombró uno nuevo con los consejeros originales designados en cargos honorarios y un nuevo personal, compuesto por habitantes criollos de Bluefields para continuar la regencia.
El Consejo, actuando en su nombre, aprobó una serie de leyes que establecían una milicia bajo mando y control local y abolían las concesiones de tierras otorgadas por su padre que se consideraban irregulares, así como abolían las "Leyes y Costumbres de los Indios", principalmente judiciales procedimientos, que debían ser manejados por magistrados designados por la realeza, y regular la tala de árboles.

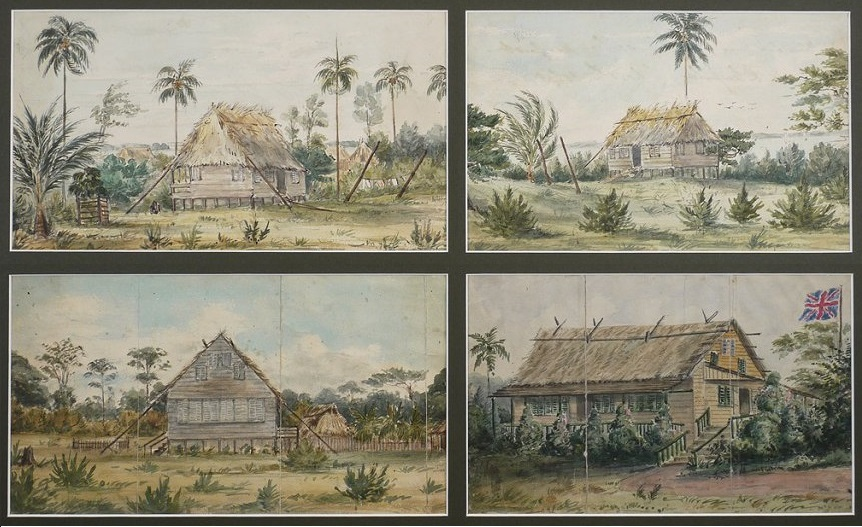
Ciudad de Bluefileds en 1844, justo después quien al capital se trasladase a esta.

El rey Jorge apoyó a Gran Bretaña y permitió que una variedad de superintendentes operaran dentro del reino para promover sus intereses y, a su vez, recibió su apoyo político.